# فلسفه ایران باستان
این مقاله به بررسی فلسفه ایران باستان با تمرکز بر اندیشه های چهره های برجسته و مفاهیم کلیدی می پردازد. در این راستا، ضمن بررسی آراء زرتشت و اصول اعتقادی او، به مسئله ثنویت و دوگانگی در فلسفه ایران باستان پرداخته می شود. علاوه بر این، مقاله به واکاوی زندگی و اندیشه های شهاب الدین سهروردی، فیلسوف نامدار ایرانی، و به ویژه جلسه دادگاه او که منجر به اعدامش شد، می پردازد. هدف از این بررسی، نشان دادن عمق و غنای فلسفه ایران باستان و تاثیر آن بر تفکر فلسفی در جهان است. این مقاله با رویکردی تحلیلی و تاریخی، به خوانند گان کمک می کند تا درک بهتری از میراث فلسفی ایران باستان به دست آورند و جایگاه آن را در تاریخ فلسفه ارزیابی کنند. 
تصور کنید در گذرگاه تاریخ ایستاده اید، جایی که نور اهورامزدا با سایه های اهریمن در نبرد است. این تصویر، نه فقط یک اسطوره، بلکه نمادی از جهانبینی عمیقی است که در فلسفه ایران باستان ریشه دوانده است. از آموزه های زرتشت که ندای خیر و نیکی را در برابر شر و پلیدی سر داد، تا اندیشه های سهروردی که در جستجوی نوراالنوار، هستی را به چالش کشید، فلسفه ایران همواره در پی یافتن پاسخهایی برای پرسش های بنیادین بشر بوده است. اما این جستجو، همواره با مخاطراتی همراه بوده است. سهروردی، فیلسوفی که با اند یشه های نوآورانه خود، سنت های رایج را به چالش کشید، در نهایت قربانی تعصب و تنگ نظری شد. دادگاه او، نه فقط یک رویداد تاریخی، بلکه نمادی از تقابل اندیشه و قدرت است. این مقاله، سفری است به اعماق فلسفه ایران باستان، با تمرکز بر اندیشه های زرتشت، مفهوم ثنویت و سرنوشت سهروردی. هدف ما، نه فقط بازخوانی تاریخ، بلکه درک تاثیر این اندیشه ها بر تفکر فلسفی امروز است. بیایید با هم در این سفر همراه شویم و از این میراث غنی، درس هایی برای زندگی بیاموز یم. 
فلسفه در ایران باستان 
در ایران باستان گرچه واژه ی «فلسفه»  به معنای یونانی آن (دوستدار دانش و خرد) به کار نمی رفت، اما مفاهیم فلسفی بسیار مهمی در آثار دینی، اخلاقی، و فرهنگی ایرانیان وجود داشت. فلسفه در ایران باستان بیشتر به معنای جستجوی حقیقت، شناخت جهان و جایگاه انسان، و دستیابی به زندگی اخلاقی و هماهنگ با طبیعت بود . 

## مفاهیم کلیدی فلسفه در ایران باستان
1. اشا :(Asha) مفهوم نظم کیهانی، راستی و قانون طبیعی جهان. در باور ایرانیان، جهان بر پایه ی یک نظم و قانون بنیادین (اشا) استوار است و انسان باید با این نظم هماهنگ باشد . 
2. سه اصل اخلاقی مهم: اند یشه نیک (وهومن)، گفتار نیک (وهوخشتره) و کردار نیک (وهورشترا). این سه اصل، فلسفه ی عملی زندگی در ایران باستان بودند و هدف آنها، ایجاد یک جامعه ی آرمانی، بر پایه ی راستی، خرد و هماهنگی بود. 
3. نقش انسان: در فلسفه ایران باستان، انسان موجودی با آزادی اراده است که باید با انتخابهای آگاهانه، زندگی خود را بر اساس خیر، حقیقت و خرد شکل دهد . 
4. تقابل خیر و شر: در جهانبینی ایرانیان، جهان محل نبرد دائمی میان خیر و شر، نور و تاریکی، و راستی و دروغ بود. 

## خالصه ای از آموزه های زرتشت:
۱. اهورامزدا (خداوند خرد): خدای یگانه: زرتشت به توحید باور داشت و اهورامزدا را به عنوان خدای یگانه، خالق هستی و سرچشمه تمام خوبی ها معرفی می کرد. خرد و آگاهی: اهورامزدا نماد خرد، آگاهی و دانش مطلق است. او منبع نور و روشنایی است و با تاریکی و جهل در تضاد است. صفات نیکو: اهورامزدا دارای صفات نیکویی چون دادگری ، مهربانی، بخشندگی و راستی است.
2. امشاسپندان (فرشتگان جاودان): تجلی صفات اهورامزدا: امشاسپندان به عنوان تجلی صفات اهورامزدا و واسطه های بین او و انسان ها عمل می کنند . نمادهای ارزش های اخلاقی: هر یک از امشاسپندان نماد یک ارزش اخلاقی خاص هستند، مانند : وهومن (بهمن): اند یشه نیک؛ اشاوهیشتا (اردیبهشت): بهتر ین راستی و نظم خشتره وئی ریه (شهریور): شهریاری آرمانی و قدرت سپنتا آرمیتی (اسفند): فروتن ی و پارسایی هئورتات (خرداد): رسایی و کمال امرتات (مرداد): بی مرگی و جاودانگی همکاری با اهورامزدا: امشاسپندان در نبرد با نیروهای اهریمنی (دروغ و بدی) با اهورامزدا همکاری می کنند . 
3. راستی و دروغ (اشا و دروج): نبرد دائمی: زرتشت بر نبرد دائمی بین راستی (اشا) و دروغ (دروج) تأکید داشت. راستی نماد نظم، هماهنگی و تعادل در جهان است، در حالی که دروغ نماد بینظمی، آشفتگی و فساد است. انتخاب آزاد: انسان ها در انتخاب بین راستی و دروغ آزاد هستند و مسئولیت انتخاب خود را بر عهده دارند . پیروزی نهایی راستی: زرتشت معتقد بود که در نهایت راستی بر دروغ پیروز خواهد شد و جهان به سو ی کمال و روشنایی پیش خواهد رفت. 
4. اخالق و عمل نیک: پایه اصلی: زرتشت بر اهمیت اخالق و عمل نیک به عنوان پایه اصلی زندگ ی تأکید داشت. سه اصل بنیادین: سه اصل بن یادین اخالقی در آیین زرتشت عبارتند از: اند یشه نیک: داشتن افکار مثبت و سازنده گفتار ن یک: بیان سخنان درست و مهربانانه کردار نیک: انجام اعمال نیک و خی رخواهانه تأثیر بر سرنوشت: اعمال نی ک و بد انسانها بر سرنوشت آنها در این دنیا و در جهان پس از مرگ تأثیر دارد. 5 .معاد و زندگی پس از مرگ: داوری: زرتشت به معاد و زندگی پس از مرگ باور داشت. پس از مرگ، روح انسان در دادگاهی مورد داوری قرار می گ یرد و بر اساس اعمالش در این دنیا، به بهشت )گرودمان( یا دوزخ )دروغ سرای( فرستاده م ی شود. رستاخیز: در پایان جهان، رستاخیزی رخ خواهد داد و تمام انسانها دوباره زنده خواهند شد. سپس، نیکوکاران به زندگی جاودانه در کنار اهورامزدا دست خواهند یافت و بدکاران مجازات خواهند شد . تکامل: زندگی پس از مرگ فرصتی برای تکامل و پیشرفت روحی است. بر اساس کتاب ”حکمت خسروانی“، آموزه های زرتشت، به ویژه مفاهیم توحید، نبرد بین راستی و دروغ، اهمیت اخالق و عمل نیک، و باور به معاد، به عنوان پایه های اصلی حکمت خسروانی در نظر گرفته می شوند . 
دوگانه انگاری (Dualism): ی کی از مهم ترین ویژگ ی های فلسفه زرتشت، دوگانه انگاری است. در این نظام، دو نیروی متضاد )اهورا مزدا و اهریمن( در نبرد دائم ی با یکد یگر هستند. اهورا مزدا نماینده خیر و روشنایی، و اهریمن نماینده شر و تاریکی است. انسان باید با انتخاب راه خیر و مبارزه با شر، در این نبرد شرکت کند. 

## اندیشه های مانی
مانی، بنیانگذار آیین مانوی، در قرن سوم میلادی در بابل ظهور کرد. او مدعی بود که آخرین پیامبر از سلسله پیامبرانی است که شامل زرتشت، بودا و عیسی مسیح می شوند . آیین مانو ی ترکیبی از عناصر مختلف از اد یان زرتشتی، مسیح ی و بودایی بود. رضی در کتاب خود، بر جنبه های ز یر از اند یشه مانی تأکید می کند : 
دوگانه انگاری:(Dualism( نور و تاریکی: مهم ترین اصل در اند یشه مانی، دوگانه انگار ی یا ثنویت است. او معتقد بود که جهان از دو اصل متضاد و ازلی تشکیل شده است: نور و تاری کی. نور نماد خوبی ، معنویت و روح است، در حالی که تاری کی نماد بد ی، مادیت و جسم است. نبرد دائمی: این دو اصل در ی ک نبرد دائمی با یکد یگر هستند. هدف نهایی، رهایی نور از تاریکی و بازگشت آن به قلمرو نور است. انسان: انسان نیز ترکیبی از نور و تاریکی است. روح انسان بخشی از نور است که در جسم تاریک اس یر شده است. 
پیامبری مانی: آخرین پیامبر: مانی خود را آخرین و کامل ترین پیامبر می دانست. او معتقد بود که پیامبران پیشین، تنها بخشی از حقیقت را آشکار کرده اند، اما او حقی قت کامل را آورده است. کتاب مقدس: مانی کتابهای متعدد ی نوشت که مهم ترین آنها ”انجیل زنده“ بود. این کتابها به زبان های مختلف ترجمه شدند و نقش مهمی در گسترش آیین مانوی ایفا کردند . 

### اخلاق مانوی
زهد و ریاضت: آیین مانوی بر زهد و ریاضت تأکید داشت. پیروان مانی باید از لذتهای دنیوی دوری کنند و به تمری نهای معنوی بپردازند . پنج فرمان: پنج فرمان اصلی در آیین مانو ی عبارتند از: 
- راستگویی
- پرهیز از کشتن
- پرهیز از دزدی
- پرهیز از زنا
- پرهیز از خوردن گوشت و نوشیدن شراب
- گسترش آیین:
- تبلیغ: مانی و پیروانش به تبلیغ آیین خود در مناطق مختلف پرداختند. آیین مانوی در مدت کوتاهی در سراسر خاورمیانه، آس یای مرکزی و حتی چین گسترش یافت. دلیل محبوبیت: دلیل محبوبی ت آیین مانو ی، ترک یبی از عناصر مختلف از ادیان دیگر، پی ام روشن و ساده، و سازماندهی قو ی آن بود.

### مانی و تأثیر او بر عرفان اسلامی
گرچه مانی یک شخصیت بحث برانگیز در تاریخ ایران است، اما پرتو در کتاب خود به تأث یر اند یشه های او بر عرفان اسالمی اشاره می کند . به طور خاص، او معتقد است که برخی از مفاهیم عرفانی ، مانند ”نوراالنوار“ و ”تاریکی ظلمانی“، ریشه در اندیشه های مانوی دارند . پرتو همچنین به تأثیر اند یشه های مانوی بر برخی از فرقه های ش یعه، مانند اسماعیلیه، اشاره می کند .
تلفیق گرایی :(Syncretism )مانی یک پیامبر و فیلسوف تلفیق گرا بود که سعی کرد اند یشههای زرتشتی ، مسی حی و بودایی را با هم ترکیب کند . 
دوگانه انگاری شد ید : نظام فلسفی مانی مبتنی بر یک دوگانهانگاری شد ید بین نور و تار یکی است. نور نماینده خیر و معنویت، و تاریکی نماینده شر و مادیت است. هدف انسان رهایی روح (نور) از بند ماده (تاریکی) است. 
تأثیر مانی بر فلسفه های غربی: نویسنده به تأثیر اند یشه های مانی بر برخی از فرقه های مسیحی، مانند مانویان، اشاره می کند .

## زروان (Zarvan)
مفهوم زروان: زروان که در متون غربی به صورت Zurvan آمده (در برخی از شاخه های اند یشه ایران ی به ویژه در مکتب زروانی به عنوان خدای زمان بی پایان و مطلق مطرح می شود. 
در باور زروانی: زروان ن یرو ی ازل ی و مطلق است که هم خالق نیکی است و هم بد ی ؛ یعن ی هم اهورامزدا )خیر( و هم اهریمن )شر( از او زاده می شوند . به زبانی ساده، زروان "پدر زمان" است، که پیش از همه چ یز وجود داشته است. 
داستان آفرینش در مکتب زروانی: در مکتب زروانی، افسانه ای مشهور وجود دارد: زروان هزار سال دعا و ن یایش کرد تا فرزند ی به نام اهورامزدا )نماد خی ر( داشته باشد . اما در دلش شک کرد که آیا دعایش پذ یرفته خواهد شد یا خیر. همین شک باعث شد که دو فرزند متولد شوند :
- اهورامزدا خدای نیکی، نور و خرد
- ( اهریمن )خدای شر و تاریکی

( به این ترتیب، در مکتب زروان ی، هر دو نیروی خیر و شر از دل یک اصل مطلق یعنی زروان زاده می شوند . 
فلسفه زروانی: هستی از زمان مطلق آغاز شده است. اهورا مزدا و اهریمن، که در د ین زرتشتی به عنوان دو نیرو ی مستقل شناخته می شوند، در مکتب زروانی دو رو ی یک سکه اند و هر دو از دل زروان بیرون آمدهاند . جهان، میدان نبرد میان این دو ن یرو ی متضاد است. در نهایت، خیر بر شر پیروز م یشود، اما تا آن زمان، نبرد میان این دو نی رو ادامه دارد. 
زمینه های ظهور مزدک: نارضایتی های اجتماعی و اقتصادی: در دوران قباد، نابرابریهای اجتماعی و اقتصادی به شدت افزایش یافته بود. اشراف و روحانیون زرتشتی از ثروت و قدرت زیادی برخوردار بودند، در حالی که توده های مردم در فقر و تنگدستی زندگی م یکردند . این وضعیت، نارضایتی های گسترده ای را در جامعه به وجود آورده بود و زمینه را برا ی ظهور جنبش های اعتراضی مانند جنبش مزدک ی فراهم کرد .
فساد در دستگاه اداری: فساد در دستگاه اداری و سوء استفاده از قدرت توسط مقامات دولت ی، یکی د یگر از عوامل نارضایتی مردم بود. این فساد باعث شده بود که مالیات ها به صورت ناعادالنه جمع آور ی شود و به دست نیازمندان نرسد .
مشکالت مذهبی: اختلافات مذهبی و تعصبات دینی نیز در این دوره رواج داشت. روحانیون زرتشتی، با انحصار طلب ی و سختگیری های خود، باعث ا یجاد نارضایتی در بین پیروان سایر ادیان شده بودند . 
شخصیت مزدک: کریستنسن اطلاعات زیادی درباره شخصیت مزدک ارائه نمیدهد، اما او را به عنوان ی ک فرد با نفوذ و دارای جاذبه معرف ی می کند که توانست توده های مردم را به خود جلب کند. مزدک، با استفاده از شرایط نامساعد جامعه و با طرح آموزه های خود، توانست جنبشی بزرگ را رهبری کند.
آموزه های مزدک: آموزه های مزدک، در واقع نوع ی تفسیر جد ید از دین زرتشت ی بود که هدف آن، اصالح جامعه و از بین بردن نابرابری ها بود. مهمترین آموزه های مزدک به شرح زیر است:
اشتراک در اموال: مزدک معتقد بود که ثروت و اموال باید به صورت عادالنه بین همه مردم تقسیم شود. او می گفت که علت اصلی نابرابری ها، انحصار ثروت در دست عده ای خاص است. به همین دلیل، او خواستار اشتراک در اموال شد . 
اشتراک در زنان: این یکی از بحثبرانگ یزترین آموزه های مزدک است. مزدک معتقد بود که زنان نیز باید به صورت مشترک در اختیار همه مردان قرار گیرند . هدف او از این کار، از بین بردن حسادت و رقابت بین مردان بود.
نفی خشونت: مزدک خشونت را نفی می کرد و معتقد بود که باید با صلح و آرامش به اهداف خود رس ید . او پی روان خود را از جنگ و خونریز ی منع می کرد. 
پرهیز از کشتن حیوانات: مزدک کشتن حیوانات را جایز نمیدانست و پیروان خود را به گیاهخواری تشویق می کرد. او معتقد بود که همه موجودات زنده، حق حیات دارند .
تأثیر آموزه های مزدک بر جامعه: آموزه های مزدک، تأثیر زیادی بر جامعه ایران گذاشت. بسیاری از مردم، به ویژه طبقات پایین جامعه، از این آموزه ها استقبال کردند و به جنبش مزدکی پیوستند . جنبش مزدکی ، باعث ایجاد تحوالت اجتماعی و اقتصادی قابل توجهی شد و قدرت اشراف و روحانیون زرتشتی را تضعیف کرد. با این حال، این جنبش با مخالفت شدید اشراف و روحانیون مواجه شد و در نهایت توسط قباد و خسرو انوش یروان سرکوب شد . مزدک، یک مصلح اجتماعی و دینی در قرن پنجم میلادی در ایران بود. او در دوران پادشاهی قباد یکم ظهور کرد و جنبشی را رهبری کرد که هدف آن اصالحات اجتماعی و اقتصادی بود. 
مبانی فلسفی: 
نور و تاریکی: مزدک نیز مانند مانی به دوگانه انگاری نور و تاریکی باور داشت، اما تفسیر او از این دو اصل متفاوت بود. 
عناصر چهارگانه: مزدک معتقد بود که جهان از چهار عنصر اصلی تشکیل شده است: آتش، آب، باد و خاک. این عناصر با یکد یگر ترکیب می شوند و تمام اش یاء جهان را به وجود می آورند . 
اصلاحات اجتماعی: 
عدالت اجتماعی: هدف اصلی مزدک، برقراری عدالت اجتماعی و رفع نابرابری بود. مبارزه با فساد: او همچنین به مبارزه با فساد و سوء استفاده از قدرت تأکید داشت. 
بهمنیار
1 .نقش بهمنیار به عنوان شاگرد و مفسر: بهمنیار یکی از نزدیک ترین شاگردان ابن س ینا بود و تفکرات او را به طور مستقیم از استاد خود آموخت . او نه تنها افکار ابن س ینا را فراگرفت، بلکه توانست آن ها را تفسیر و پیاده سازی کند، به طوری که منبع الهام دانشمندان بعد ی شد . 
2 .انتقال اند یشه ها: بهمنیار نقش کلید ی در انتقال فلسفه ابن س ینا به نسل ها ی بعد ی داشت. آثار او به عنوان پل ارتباطی م یان ابن س ینا و فالسفه و دانشمندان بعد ی محسوب می شود و به فهم عمیق تری از افکار ابن س ینا کمک کرده است. 
3 .تأثیر بر فلسفه طبیعی: در کتاب، بهمنیار به عنوان ی ک اند یشمند تأثیرگذار در فلسفه طب یعی معرفی می شود که نظریات متعددی در این زمینه ارائه کرده است. او تالش کرد تا مبانی فلسف ی ابن س ینا را در علم پزشکی و طبیعیات توسعه دهد . 
4 .نگرش انتقادی: دینانی به نقد و بررس ی آثار بهمنیار پرداخته و توانایی او در انتقاد از ایده های ابن س ینا و ارائه نظرات جد ید را مورد تأکید قرار می دهد . بهمنیار نه فقط مقلد ابن س ینا، بلکه ی ک فلسفه دان با دیدگاههای انتقاد ی و نوآور نیز بود. 
5 .نقش ادب ی: بهمنیار همچنین دارای تواناییهای ادبی و نگارش ی بود و در تبیین و توضیح فلسفه از زبان زیبا و مؤثر استفاده کرد . آثار او نشاندهنده تأثی ر هنر ادبی بر فلسفه و توانایی در ارتباطگیری با مخاطبان است. 
6 .ترجمه و تفسیر متون: بهمنیار به ترجمه و تفسیر بسیاری از متون فلسف ی پرداخته که به گسترش اند یشه ها ی فلسفی در جهان اسالم کمک کرد. او به ویژه در تبیین و تفهیم متون ای فیسی، مسئولیت مهم ی داشت. 
فارابی: حکیم سیاستمدار: فارابی )ابونصر محمد بن محمد بن اوزلغ طرخان( به عنوان ”معلم ثانی“ شناخته می شود. رضی در کتاب خود، فارابی را به عنوان فیلسوفی معرفی می کند که تالش کرد فلسفه یونانی را با اند یشه های اسالمی تطبیق دهد. او به وی ژه به فلسفه س یاس ی افالطون و ارسطو عالقه مند بود . مد ینه فاضله: فارابی در کتاب ”آراء اهل المد ینة الفاضلة“ به ترس یم یک جامعه آرمانی م یپردازد که بر اساس اصول عقل و عدالت بنا شده است. او معتقد بود که هدف اصلی حکومت، ایجاد سعادت برای شهروندان است. عقل فعال: فارابی نظریه ”عقل فعال“ را مطرح کرد که بر اساس آن، عقل انسان از طری ق ارتباط با عقل فعال )که منبع تمام دانشها است( به معرفت دست می یابد . تأثیر بر حکمت خسروان ی: رض ی معتقد است که فارابی با ارائه یک نظام فلسف ی منسجم و با تأکید بر اهمیت عقل و س یاست، نقش مهمی در حفظ و تداوم حکمت خسروانی در دوران اسالمی ای فا کرد. او پلی بین فلسفه یونانی و اند یشه های اسالمی ای جاد کرد و زمینه هایی را برای ظهور فالس فه و عارفان بعد ی فراهم کرد. 
ابن سینا: شیخ الرئیس: ابن سینا )ابوعلی حسین بن عبداهلل بن س ینا( به عنوان ”ش یخ الرئیس“ شناخته می شود و یکی از بزرگترین فالسفه و پزشکان تاریخ است. رضی در کتاب خود، ابن س ینا را به عنوان فیلسوفی معرفی می کند که تالش کرد نظام فلسف ی ارسطو را با آموزه های اسالمی تطبیق دهد و آن را گسترش دهد . وجود و ماهیت: ابن س ینا نظر یه ”وجود و ماهیت“ را مطرح کرد که بر اساس آن، وجود از ماهیت متمایز است. او معتقد بود که خداوند وجود واجب است، در حالی که تمام موجودات دیگر وجود ممکن هستند . نفس: ابن س ینا به بررس ی ماهیت نفس انسان پرداخت و آن را به سه قوه تقسیم کرد: نفس نباتی ، نفس حیوان ی و نفس انسانی. پزشکی: ابن س ینا در زمینه پزشکی نیز آثار مهمی از خود به جای گذاشت که مهم ترین آنها ”قانون در طب“ است. ای ن کتاب برای قرن ها به عنوان یک منبع اصلی در پزشکی مورد استفاده قرار می گرفت. تأثیر بر حکمت خسروان ی: رض ی معتقد است که ابن س ینا با ارائه یک نظام فلسفی جامع و با تأکید بر اهمیت عقل و تجربه، نقش مهمی در تداوم حکمت خسروانی در دوران اسالمی ایفا کرد. او همچنین با تلفیق فلسفه و پزشکی، به درک بهتری از انسان و جهان کمک کرد. 
سهروردی: ش یخ اشراق: سهروردی )شهابالدین یحیی بن حبش سهرورد ی( به عنوان ”ش یخ اشراق“ شناخته م ی شود و بنیانگذار فلسفه اشراق است. رضی در کتاب خود، سهروردی را به عنوان احیاگر حکمت خسروانی در دوران اسالم ی معرفی می کند . فلسفه اشراق: سهرورد ی با ارائه فلسفه اشراق، تالش کرد حکمت باستانی ایران را با عرفان اسالمی تلفیق کند. او معتقد بود که حقیقت از طریق اشراق )شهود( و تجربه عرفانی قابل دسترس ی است. نوراالنوار: سهرورد ی نظریه ”نوراالنوار“ را مطرح کرد که بر اساس آن، خداوند منبع تمام انوار است و تمام موجودات دیگر، تجلیات نور او هستند . عالم مثال: سهروردی به وجود ”عالم مثال“ باور داشت که عالمی بین عالم محسوسات و عالم معقوالت است. در این عالم، صور مثالی اش یاء وجود دارند که واسطه ای بین اش یاء مادی و ای دههای مجرد هستند . احیای حکمت خسروانی: رض ی معتقد است که سهروردی با احیای حکمت باستانی ایران و با تلفیق آن با عرفان اسالمی، یک سنت فکری جد ید را بنیان نهاد که تاث یرات عمیق ی بر عرفان و فلسفه اسالمی گذاشت. او با تأکید بر اهمیت اشراق و تجربه عرفانی، به درک عمیقتری از حقی قت و معن ویت کمک کرد. سهروردی به عنوان نقطه اوج حکمت خسروانی در دوران اسالمی در نظر گرفته م ی شود. 
جلسه دادگاه سهروردی 
جلسه دادگاه سهرورد ی یکی از رازآلودترین و در عین حال مهم ترین رخدادهای تاریخ فلسفه اسالمی-ایرانی است. او در سن حدود ۳۸ سالگ ی در حلب )در سوریه امروزی( به دستور صالح الد ین ایوبی کشته شد، اما این تصمیم از طر یق فتوا ی فقیهان و علما انجام شد که در قالب ی ک نوع دادگاه دی نی برگزار شد. اطالعات دقی قی از متن جلسه در دست نیست، اما با بررس ی منابع تاریخی و قرائن، م ی توان تصو یر نسبتاً روشنی از آن ترس یم کرد. 
پیشزمینه اعدام سهرورد ی 
1. آموزه های غیرمتعارف: سهروردی آموزه هایی داشت که بسیاری از فقیهان آن را خارج از چارچوب شریعت می دانستند؛ از جمله: • باور به امکان دستیابی مستقیم به حقی قت از طریق شهود )نه فقط قرآن و حد یث(. • سخن از حکمتهای پیش از اسالم )به ویژه ایران باستان و یونان( که نوعی بازگشت به فلسفه غیراسالمی تعبیر م یشد . • استفاده گسترده از تمثیل های نور و مفاهیم عرفانی که برای ظاهرگرایان مشکوک بود. 
2. محبوبیت در دربار: او در دربار ملک ظاهر، پسر صالح الد ین ایوبی، مقامی باال یافته بود و شاگردان زیادی داشت. ا ین محبوبیت باعث حسادت و نگرانی فقها شد . 
3. فشار فقیهان سنتی: علمای دی نی حلب، به ویژه فقهای شافعی و حنبلی، او را به زندقه )کفر پنهانی( و انحراف متهم کردند و از صالح الد ین خواستند او را محکوم کند .
جلسه دادگاه (احتمالی)
در منابع، متن رسمی یا شرح دقیق جلسه نیامده، اما بر اساس کتابهای مانند س یر اعالم النبالء و مقدمه ابن خلدون، می دانیم که: 
• سهروردی را به دلیل دعو یهایی در مورد فلسفه، نبوت، و وجود راه هایی غیر از شری عت برای شناخت حقیقت محاکمه کردند .
• او در دفاع از خود، از عقل و اشراق استفاده کرده و از تعالیم حکمای ایران باستان و افالطونیان حمایت کرده بود . • فقیهان او را ”مفسد در عق یده“ و ”گمراه کننده جوانان“ معرفی کردند .
نتیجه دادگاه
صالح الدین ابتدا با کشتن او مخالف بود، اما تحت فشار شد ید فقیهان و به خاطر پرهیز از شورش یا اختالف مذهبی، حکم به حبس تا مرگ داد. به گفته برخی منابع، او در زندان کشته شد یا او را در زندان گرسنه گذاشتند تا بمیرد. برخی منابع نیز صراحتاً به ق تل با خفه کردن یا ش مشیر اشاره دارند . 
میراث پس از مرگ
هرچند سهروردی به ظاهر شکست خورد، اما مرگ او باعث شد نامش جاودانه شود. بعدها فیلسوفان ایرانی مانند می ر داماد، مالصدرا، و حتی متفکران معاصر، راه او را ادامه دادند . 
در منابع تاریخی، شرح دقیق و رسمی از جلسه دادگاه سهرورد ی در دست نیست، اما با ترک یب گزارش های مورخان مسلمان و پژوهشهای فلسفی، می توان بازسازیای از فضای آن دادگاه ارائه داد. این دادگاه نه مانند دادگاه های مدرن، بلکه بیشتر شبیه به محاکمه ای فقهی و ایدئولوژی ک بود، که تحت فشار علمای دینی برگ زار شد .
بازسازی جلسه دادگاه سهروردی )حلب، حدود ۵۸۷ ق
( مکان: حلب، دربار ملک ظاهر )فرزند صالح الد ین ایوبی( حضور: سهروردی، چند تن از فق یهان حنبلی و شافعی، مشاوران دربار، و نمایندگانی از حکومت ایوبیان
آغاز دادگاه: یکی از قاضیان خطاب به سهرورد ی: –تو را به سبب افکار فاسد، بدعتگذاری، و نشر عقاید گمراهکننده احضار کرده ایم. آیا بر گفته هایی که در مجالس خویش بر زبان رانده ای، باقی هستی؟ سهروردی با آرامش پاسخ می دهد : –من از حکمت سخن می گو یم، نه بدعت. حق یقت نوری است که از درون جان برمی تابد، نه چیزی که در لفظ محبوس شود . یکی از علما با خشم می گوید : –گفته ای که پیامبران، تنها راه رس یدن به حقی قت نیستند ! که حکمت خسروانی پیش از بعثت پیامبر اسالم وجود داشته و نور حقیقت را حمل می کرده است! آیا این کفر نیست؟ سهروردی پاسخ می دهد : –نور، حقی قتی فراتر از زمان و دین است. در جاماسپ و زرتشت، در افالطون و ارسطو، در سلیمان و محمد، همه ی ک نور تابیده. من به آن نور وفادارم. دادگاه با فشار علما ادامه می یابد . یکی دیگر از فقها می گوی د : –تو جوان ی هستی مغرور، مردم را با سخنانت م ی فریبی، به سحر و اشراق دعوت می کن ی، نه به قرآن و سنت. سهروردی می گوید : –نه فریب است، نه سحر؛ بلکه دعوت به تماشای نور است. و مگر در قرآن نیامده است که »اهلل نور السماوات و االرض«؟ علما در پایان جلسه، با ذکر ای نکه او انکار نبوت را در کالمش مستتر کرده و خطر گمراهیاش برای جوانان حلب زیاد است، فتوا به اعدام یا حبس ابد او می دهند . ملک ظاهر، حاکم وقت، ابتدا از او حمایت م ی کرد، اما تحت فشار فقیهان و به توصیه صالح الد ین ایوبی، فرمان زندان و نهایتاً مرگ او را صادر می کند . 
حکمت ایران باستان به عنوان یک جریان فلسفی، دین ی، و عرفانی که ریشه در دوران پ یش از اسالم دارد )نظیر آیی ن زرتشت، مانویت، مکتب مزد یسنا، و اند یشههای فهلو ی(، در شکل اصیل و باستانیاش دیگر به صورت مستقیم و زنده وجود ندارد. اما این به معنای ”پایان کامل“ آن نی ست؛ بلکه می توان گفت:
1 .ادامه در قالب های دگرگونشده: بسیاری از عناصر حکمت ایران باستان در تفکر اسالم ی-ای رانی پس از اسالم جذب شد، مخصوصاً در عرفان، فلسف ه اشراقی )سهروردی(، و حتی در حکمت متعالی ه )مالصدرا(. سهروردی صراحتاً به احیای حکمت خسروانی )حکمت ایران باستان( می پردازد. 
2 .تأثیرات فرهنگ ی و زبانی: در ادب یات فارس ی، آثار شاعران بزرگی مانند فردوس ی، حافظ، نظامی، و مولوی، ردپای مفاهیم باستانی مانند نور و ظلمت، نبرد خیر و شر، و مفاهیم اسطوره ای به وضوح دیده می شود. 
3 .احیای نوین: در دوران معاصر، برخی از متفکران ایرانی )مانند داریوش شایگان، جالل ستاری، یا هانری کربن( کوش یده اند به احیا ی معنوی و فلسفی این میراث بپردازند، ی ا دستکم آن را بازخوانی کنند .
پس می توان گفت: حکمت ای ران باستان در شکل اصیل خود پایان یافته، اما در الیه های فرهنگ ی ، فلسفی، و عرفانی ایرانِ پس از اسالم به حیات خود ادامه داده و بازآفری نی شده است 
فلسفه ایران باستان، همچون نگ ینی چند وجهی، با درخشش اند یشههای زرتشت، مانی ، مزدک، زروان، بهمنیار و سهرورد ی، نوری بر پهنه تفکر بشر ی تابانده است. این مکتب فکری ، با تکیه بر مفاهیمی چون ثنوی ت، نور و ظلمت، و جستجو ی حقی قت مطلق، تصویر ی منسجم از هستی و جایگاه انسان در آن ارائه م ی دهد . از زرتشت که با پیام آوری خود، نبرد ازلی خی ر و شر را به صحنه آگاهی انسان آورد، تا مانی که با تلف یق ادیان مختلف، در پی ایجاد یک دین جهانی بود، هر یک از این متفکران، سهم بسزایی در غنای فلسفه ایرانی داشته اند. مزدک با طرح ایده های عدالتخواهانه خود، زروان با تاکید بر نقش زمان در آفرینش، بهمنیار با تب یین فلسفه ارسطویی در جهان اسالم، و سهروردی با احیای حکمت اشراق، هر ی ک نقشی بی بد یل در این میان ایفا کرده اند . بررس ی آراء و اند یشه های این فالسفه، نشان م ی دهد که فلسفه ای ران باستان، تنها به ی ک مکتب فکری محدود نمی شود، بلکه مجموعه ای متنوع از دیدگاه ها و تفسیرها را در بر می گیرد. این تنوع، نه تنها نقطه ضعف نیست، بلکه نشان دهنده پویایی و غنای این فلسفه است. با این حال، آنچه در تمامی ای ن اند یشهها مشترک است، تالش برای درک حقیقت و یافتن راهی برا ی سعادت انسان است. این تالش، همچنان ادامه دارد و فلسفه ای ران باستان، همچنان می تواند الهامبخش ما در این مسیر باشد. 